# Mistrzostwa Świata w Piłce Nożnej Plażowej 2000
Mistrzostwa świata w piłce nożnej plażowej 2000 – szóste rozgrywki o tytuł mistrza świata. Turniej został rozegrany na Marina da Glória w lutym 2000.

## Zespoły zakwalifikowane
| Drużyna           | Strefa kwalifikacyjna | Liczba występów do tej pory | Najlepszy wynik                            | Ostatni występ |
| ----------------- | --------------------- | --------------------------- | ------------------------------------------ | -------------- |
| Japonia           | Azja                  | 1                           | Ćwierćfinał (1999)                         | 1999           |
| Stany Zjednoczone | Ameryka Północna      | 5                           | II miejsce (1995)                          | 1999           |
| Argentyna         | Ameryka Południowa    | 4                           | IV miejsce (1997)                          | 1998           |
| Brazylia          | Ameryka Południowa    | 5                           | Mistrzostwo (1995, 1996, 1997, 1998, 1999) | 1999           |
| Urugwaj           | Ameryka Południowa    | 5                           | II miejsce (1996, 1997)                    | 1999           |
| Peru              | Ameryka Południowa    | 2                           | IV miejsce (1998, 1999)                    | 1999           |
| Wenezuela         | Ameryka Południowa    | debiutant                   | debiutant                                  | debiutant      |
| Francja           | Europa                | 3                           | II miejsce (1998)                          | 1999           |
| Hiszpania         | Europa                | 2                           | Ćwierćfinał (1999)                         | 1999           |
| Portugalia        | Europa                | 3                           | II miejsce (1999)                          | 1999           |
| Włochy            | Europa                | 5                           | III miejsce (1996)                         | 1999           |
| Niemcy            | Europa                | debiutant                   | debiutant                                  | debiutant      |

## Faza grupowa

### Grupa A
Tabela:
| lp | Reprezentacja | M | Z | R | P | Bramki | Pkt |
| -- | ------------- | - | - | - | - | ------ | --- |
| 1. | Brazylia      | 2 | 2 | 0 | 0 | 22 - 7 | 6   |
| 2. | Włochy        | 2 | 1 | 0 | 1 | 9 - 14 | 3   |
| 3. | Niemcy        | 2 | 0 | 0 | 2 | 7 - 17 | 0   |

Wyniki:
| Brazylia | 10 - 4 | Włochy |
| Brazylia | 12 - 3 | Niemcy |
| Włochy   | 5 - 4  | Niemcy |

### Grupa B
Tabela:
| lp | Reprezentacja | M | Z | R | P | Bramki | Pkt |
| -- | ------------- | - | - | - | - | ------ | --- |
| 1. | Japonia       | 2 | 2 | 0 | 0 | 9 - 7  | 6   |
| 2. | Portugalia    | 2 | 1 | 0 | 1 | 9 - 8  | 3   |
| 3. | Argentyna     | 2 | 0 | 0 | 2 | 6 - 9  | 0   |

Wyniki:
| Portugalia | 5 - 3 | Argentyna  |
| Japonia    | 5 - 4 | Portugalia |
| Japonia    | 4 - 3 | Argentyna  |

### Grupa C
Tabela:
| lp | Reprezentacja | M | Z | R | P | Bramki | Pkt |
| -- | ------------- | - | - | - | - | ------ | --- |
| 1. | Peru          | 2 | 2 | 0 | 0 | 8 - 2  | 6   |
| 2. | Wenezuela     | 2 | 1 | 0 | 1 | 4 - 1  | 3   |
| 3. | Francja       | 2 | 0 | 0 | 2 | 2 - 11 | 0   |

Wyniki:
| Peru      | 1 - 0 | Wenezuela |
| Peru      | 7 - 2 | Francja   |
| Wenezuela | 4 - 0 | Francja   |

### Grupa D
Tabela:
| lp | Reprezentacja     | M | Z | R | P | Bramki | Pkt |
| -- | ----------------- | - | - | - | - | ------ | --- |
| 1. | Hiszpania         | 2 | 1 | 0 | 1 | 8 - 8  | 3   |
| 2. | Stany Zjednoczone | 2 | 1 | 0 | 1 | 10 - 9 | 3   |
| 3. | Urugwaj           | 2 | 1 | 0 | 1 | 8 - 9  | 3   |

Wyniki:
| Stany Zjednoczone | 6 - 4 | Urugwaj           |
| Hiszpania         | 5 - 4 | Stany Zjednoczone |
| Urugwaj           | 4 - 3 | Hiszpania         |

## Faza Pucharowa

### Ćwierćfinały
| Japonia   | 6 - 5 | Włochy            |
| Hiszpania | 4 - 3 | Wenezuela         |
| Peru      | 8 - 4 | Stany Zjednoczone |
| Brazylia  | 6 - 3 | Portugalia        |

### Półfinały
| Brazylia | 8 - 4 | Hiszpania |
| Peru     | 5 - 0 | Japonia   |

### Mecz o 3 miejsce
| Hiszpania | 6 - 3 | Japonia |

### Finał
| Brazylia | 6 - 2 | Peru |

## Nagrody
- MVP: Junior ( Brazylia)
- Król strzelców: Junior ( Brazylia) - 13 bramek
- Najlepszy bramkarz: Kato ( Japonia)